# Mașini (film)
Mașini (în engleză: Cars) este un film de animație produs de studiourile de animație Pixar pentru Walt Disney Pictures și distribuit de Buena Vista International în 2006. Filmul a rulat în România începând cu 15 septembrie 2006, în timp ce în Moldova a avut premiera la 15 iunie același an, în varianta dublată și subtitrată în limba română, fiind distribuit de Prooptiki România, de asemenea este disponibil și pe Blu-Ray și DVD, distribuit de Prooptiki.  În Statele Unite este disponibil din 9 iunie 2006. Acesta este al șaptelea film produs în colaborare de Disney și Pixar.
Mașini constituie revenirea lui John Lasseter ca regizor după o pauză de șapte ani de la succesul Toy Story 2 (1999), de data aceasta printr-o acțiune transpusă într-o lume populată în întregime de mașini antropomorfizate. În rolurile principale se află personajele fictive Sally Carrera, Doc Hudson și Fulger McQueen, dublate în versiunea română de Corina Dănilă, Marcel Iureș și, respectiv, Florian Ghimpu. În varianta originală aceleași voci revin actorilor Bonnie Hunt, Paul Newman și Owen Wilson.
Premiera mondială a filmului a avut loc la 26 mai 2006 pe circuitul Lowe's Motor, la periferia orașului Charlotte, Carolina de Nord.

## Personaje și voci
Rolurile principale din Mașini sunt redate de Fulger McQueen, Sally Carrera și Doc Hudson. Dublat de Owen Wilson, Fulger McQueen (în engleză Lightning McQueen) nu are la bază o mașină de serie și nici nu seamănă cu o mașină din Nascar. Conform producătorilor, acesta aduce mai mult cu o mașină sport-prototip de grupa C. Este „un hibrid între o mașină de serie și o mașină cu curbe voluptoase rezervată curselor de anduranță gen Le Mans (ca Lola Mk6 GT sau Ford GT40)”. În versiunea română vocea acestuia este realizată de Florian Ghimpu.

Fulger McQueen

Numele personajului principal, Fulger McQueen, s-a dorit a fi un tribut adus atât lui Glenn McQueen, un animator Pixar decedat în anul 2002, cât și actorului Steve McQueen, faimos pentru rolurile sale în filme cu mașini, printre care Inspectorul Bullitt și Le Mans. Indicativul lui McQueen este 95, anul lansării filmului Toy Story. Inițial, indicativul său era 57, anul de naștere al regizorului John Lasseter (lucru care poate fi observat în reclamele pentru televiziune), dar acesta a fost schimbat înainte de ieșirea filmului pe marile ecrane.
Fulger McQueen nu constituie în sine un anumit model de mașină, însă conține elemente de la mai multe mașini sport. Farurile lui Fulger sunt false (în fapt două autocolante), iar în lateral Fulger are desenate mărcile sponsorilor, amândouă sunt practici întâlnite în campionatul NASCAR. Roțile sale sunt de aceeași culoare cu caroseria, o altă practică utilizată de mașinile NASCAR în trecut. Designul general al mașinii este inspirat de Ford GT40, cu influențe de Corvette. Spoilerul din spate are multe similitudini cu cel al unui Dodge Viper, în timp ce stopurile și capota sunt caracteristice modelului Ford Mustang produs de Ford. Mașina în mărime naturală se bazează pe modelul Pontiac Firebird. Vopseaua în două tonuri și pneurile sunt inspirate de modelul Chevrolet Corvette din anii 1950. În principiu, designul exterior al mașinii este un hibrid între o mașină de serie și diferite mașini sport, dar înclină spre stilul mașinilor de serie.
Majoritatea mașinilor îl strigă pe Fulger pe numele său de familie, McQueen, deși Sally îl poreclește „Colant” cu referire la farurile sale false. În jocul video inspirat de film, Fulger recunoaște că nu are un alt prenume.
Sally Carrera este personajul principal feminin al poveștii, portretizat printr-un Porsche 911 Carrera (tip 996) din 2002 (numele său de familie, Carrera (în spaniolă „cursă”), este o aluzie la modelul vehiculului) și dublat de Bonnie Hunt în engleză și respectiv Corina Dănilă în română. Pixar voia inițial să folosească un model clasic, dar Porsche le-a recomandat utilizarea modelului din 2002. La Carrera, spoilerul din spate se ridică la viteze mari, dar acest lucru poate fi realizat și manual de către șofer, așa cum se întâmplă când Sally își arată pictura manuală de pe caroserie.
Paul Newman și Marcel Iureș dau viață în versiunea engleză, și respectiv română, personajului Doc Hudson, un Hudson Hornet din 1951.
Numărul de înmatriculare al fostului campion Doc Hudson este 51HHMD, același cu care participa în 1951 Fabulous Hudson Hornet la campionatul NASCAR, putând fi în sine chiar un acronim pentru 1951 Hudson Hornet, M.D. Recordul său de 27 de victorii într-un singur sezon înregistrat în 1951 este reeditat de această echipă de curse în 1952, exact anii în care personajul din Mașini, Doc, câștigase Cupa Piston.
În alte roluri sunt antrenați actori ca Cheech Marin/Ștefan Bănică Jr. (Ramone), Tony Shalhoub/Danilo De Girolamo (Luigi), John Ratzenberger/Florin Piersic (Mack), Larry the Cable Guy/Valentin Uritescu (Mater/Bucșă), Jenifer Lewis/Stela Popescu (Flo). Printre vocile cunoscute ale versiunii în română se numără și Alexandru Arșinel, Constantin Cojocaru (care realizează în tandem cu Danilo De Girolamo vocea lui Luigi), Nae Lăzărescu, Vasile Muraru și Florian Pittiș.

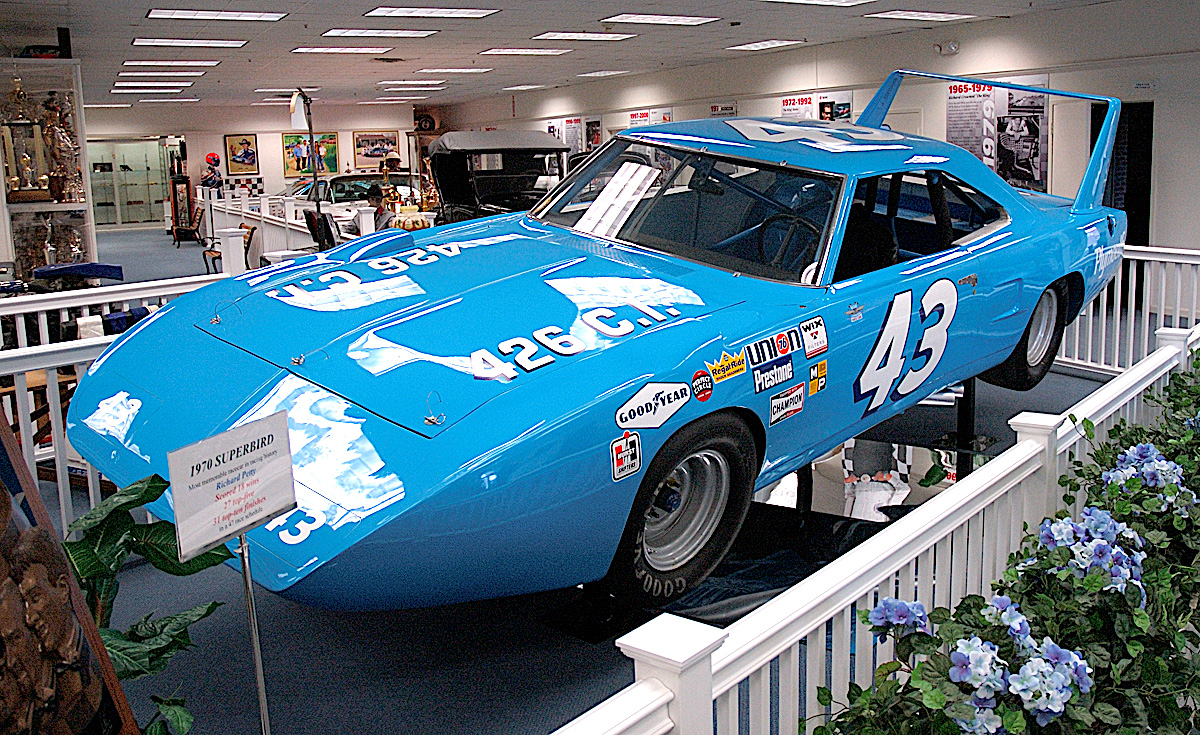
Superbirdul lui Richard Petty la Muzeul Petty

Regele (engl. King), dublat în versiunea originală de Richard Petty, legenda curselor americane, și de Florian Pittiș în română, este ilustrat printr-un Plymouth Superbird din 1970, cu indicativul 43, replică a celui deținut de Petty. Superbird era la bază un Road Runner Plymouth de serie cu câteva trăsături aerodinamice în plus, proiectate de ingineri Chrysler angajați în proiectele Asociației Naționale de Sporturi Automobilistice a Statelor Unite. Aceste trăsături, eleronul spate și nasul de rechin, sporeau viteza de așa manieră încât au fost interzise în 1971, lucru care a provocat încetinirea mașinilor până la viteze sub 320 km/h. Accidentul Regelui din film este o reconstituire cadru cu cadru a accidentului lui Rusty Wallace de la Talladega în 1993.
Regele a câștigat cele mai multe curse din Cupa Piston (Petty chiar deține acest record în Cupa Winston NASCAR), dar acum se retrage, pentru a face pe plac soției Qeen, interpretată de Linda în versiunea engleză, soția din viața reală a lui Petty.
Când John Lasseter i-a propus lui Petty să apară într-un film, acesta a refuzat precizând că dorește „să conducă o mașină de curse,” să se afle „în preajma mașinilor de curse”. El a acceptat doar când i s-a spus că e vorba de un film de animație. Similar Regelui din peliculă, adevăratul Richard Petty a trecut și el printr-un accident în ultima sa cursă din carieră (Hooters 500, în 1992), dar acesta nu a fost așa de grav ca cel din film.
Chick Hicks, interpretat de Michael Keaton în versiunea originală, este personajul negativ al peliculei. Hicks participă de-o viață în Cupa Piston, dar nu a câștigat niciodată Marele Premiu. În plus, nu a avut niciodată un sponsor adevărat, fiind nevoit să se mulțumească doar cu firme mici (vezi numărul impresionant de colante de pe mașină). Chick are indicativul 86, o trimitere la pelicula Luxo Jr. (1986). Caroseria sa este asemănătoare cu cea a unui Buick Regal condus de Ricky Rudd în anii 1980, deși animatorii de la Pixar au declarat că personajul ilustrează o simplă mașină de serie din anii 1980. Michael Keaton a lucrat și pentru Herbie: Mașina buclucașă, o altă peliculă Disney cu tematică NASCAR. Numele real al lui Chick este Murphy, deși nimeni nu îl menționează în film.
Clink și Clang (engleză Rusty și Dusty Rust-eze) sunt parodii directe la Click și Clack din show-ul de radio american Car Talk. Ei chiar rostesc în film fraza de încheiere a emisiunii lor, „Nu conduceți ca fratele meu” (engl. „Don't drive like my brother!”). Vocile lor sunt interpretate în varianta engleză de Ray și Tom Magliozzi, realizatorii emisiunii radiofonice respective. În română, vocile lor sunt dublate de Vasile Muraru și Nae Lăzărescu.
Michael Wallis, renumit autor a unor cărți despre Ruta 66, și respectiv Alexandru Arșinel dau voce Șerifului, un Mercury din 1949. Acesta are senzori de curbă pe ambele părți, care erau folosiți la mașinile mai vechi pentru a detecta apropierea de viraje.
Fillmore, microbuzul Volkswagen dublat de George Carlin, are numărul de înmatriculare 51237, reprezentând data nașterii lui Carlin: 12 mai 1937. Plăcuța sa stă atârnată de bara față a vehiculului, asemănător unui cioc de barbă, tipic stilului hippie al anilor '60 pe care îl adoptă mașina. Totodată, microbuzul este pictat manual, lucru care aduce aminte de epoca „flower-power”.
Personajul locuiește într-un dom geodezic, vopsit fluorescent. Asian Week preciza într-un articol că Fillmore are ceva din hipiotul interpretat de Tommy Chong în duetul comedic Cheech and Chong al aniilor 1970, în timp ce timbrul său vocal este mai apropriat de cel al personajului Al Steet, un meteorolog hippie-dippy, jucat de Carlin în anii 1960 și '70. Pixar a ratat o oportunitate de a-i reuni pe Cheech Marin (care dublează rolul lui Ramone) și Tommy Chong, deși Cheech a precizat ulterior că nu ar fi dorit să facă din nou echipă cu Chong. Numele de Fillmore este un tribut adus sălii de concerte Fillmore East and West, unde au avut prestații mulți artiști în anii 1960 și 1970. Fillmore este amplasată în San Francisco, care era considerat în anii '60 un rai al culturii hippie.
Dar Fillmore nu este singurul VW din film, toate insectele fiind niște „gândaci” ai constructorului german.
Flo (Jenifer Lewis/Stela Popescu) este o fostă vedetă a orașului, o mașină conceptuală din anii 1950, epoca de aur a prototipurilor de acest gen. Flo a făcut parte din rândul vedetelor participante la numeroase saloane auto Motorama puse în scenă de General Motors. La un astfel de salon, l-a cunoscut pe Ramone (Cheech Marin/Ștefan Bănică Jr.), împreună cu care se ocupă în prezent de Cafeneaua V8 - benzinăria din Valea Radiatorului (engleză Radiator Springs).
Vocile lui Paul Dooley (varianta engleză) și respectiv a lui Dumitru Petrof dau viață Sergentului, un general în rezervă, portretizat printr-un Jeep Willys din perioada celui de-al doilea război mondial. Sergentul îi trezește în fiecare dimineață pe locuitorii din Valea Radiatorului cu claxonul, anunțând că și-a deschis magazinul său de arme.
Multe dintre vocile folosite pentru mașinile de curse aparțin unor piloți NASCAR americani, printre care Richard Petty, Darrell Waltrip și Dale Earnhardt, Jr.. În plus, numele unor personaje figurante constituie calambururi ale numelor actorilor care le dublează, de exemplu Darrell Cartrip și Bob Cutlass, ale căror voci sunt realizate de triplul campion NASCAR Darrell Waltrip și comentatorul sportiv Bob Costas.
Darrell Cartrip este interpretat de Darrell Waltrip, un fost pilot de curse, comentator sportiv pentru rețeaua FOX. Cartrip este un Cevrolet Monte Carlo din 1976, interesat de designurile de flăcări puternic colorate. Personajul lui Waltrip scandează „Boogity boogity boogity!” la începutul barajului pentru Cupa Piston, la fel cum o face Darrel în viața reală la fiecare start de cursă NASCAR. Celălalt crainic al curselor, Bob Cutlass, este dublat de Bob Costas, binecunoscut pentru munca sa la NBC. Deși numele personajului face trimitere la Cutlass, probabil cel mai cunoscut model produs de divizia, acum defunctă, Oldsmobile a lui General Motors, el apare în film sub forma unei Aurora.
Alte calambururi constituie numele personajului Jay Limo, dublat în engleză de comediantul american Jay Leno și numele personajelor Mini și Van (care împreună formează cuvântul minivan, „monovolum”). Pentru câteva mașini de curse din film, printre care și cea a campionului mondial de Formula 1 Michael Schumacher (rolul său a durat sub 15 secunde), un Ferrari F430, vocea este redată de însuși pilotul omonim.

## Acțiune
Fulger McQueen (Owen Wilson/Florian Ghimpu) este o mașină de curse roșie care visează de o viață să câștige Campionatul de la Piston. Arogant și grandoman, McQueen crede că se poate descurca de unul singur, ignorând sfaturile echipajului său de la boxe. McQueen are un avans imens în ultimul tur de pistă din cadrul Campionatului Cupei Piston și este pe punctul de a deveni primul debutant învingător în această cursă, dar cauciucurile sale din spate cedează (el nu permisese echipajului să le schimbe). McQueen termină cu greu cursa și încheie la egalitate cu trișorul Chick Hicks (Michael Keaton) și veteranul, Regele (Richard Petty/Florian Pittiș).
După cursă, McQueen pornește împreună cu amicul său Mack (John Ratzenberger/Florin Piersic; un camion Mack Superliner, aparent singurul său prieten adevărat după ce echipajul său a demisionat) într-o călătorie prin țară din Carolina de Nord până în California, locul de desfășurare a cursei de departajare. Fulger vrea să ajungă primul în California și refuză propunerea lui Mack de a se opri la de noapte într-o parcare de camioane. Cu fiecare km parcurs pe Interstate 40, Mack devine din ce în ce mai obosit, iar în cele de urmă adoarme din mers. Patru mașini de curse ilegale se distrează pe seama camionului adormit, în timp ce o ciocnire pe drum face ca McQueen, adormit, să se rostogolească pe autostrada interstatală. După ce abia evită câteva coliziuni, McQueen se pornește în căutarea lui Mack, dar urmărește un alt vehicul, asemănător, și se pierde pe Ruta 66. El trece în viteză pe lângă Șeriful din Valea Radiatorului (Michael Wallis/Alexandru Arșinel), care pleacă în urmărirea lui; McQueen confundă exploziile în eșapament ale Șerifului cu focuri de armă și accelerează în negura nopții, străbătând în viteză strada principală din Valea Radiatorului până se prinde în niște cabluri de telefon.
Dimineața următoare, McQueen se trezește îngrădit. După ce vorbește cu Bucșă, camionul remorcher (Larry The Cable Guy/Valentin Uritescu), este dus în fața tribunalului. Judecătorul și doctorul local Doc Hudson (Paul Newman/Marcel Iureș) cere inițial expulzarea imediată a mașinii de curse din oraș, dar Sally (Bonnie Hunt/Corina Dănilă), un Porsche și avocatul orașului, intră în scenă și îl convinge pe Doc să lase mașina să rămână și să repare drumul. Răzgândit, Doc îl trimite pe McQueen la Bessie, mașina de reparat asfalt mare și murdară. Lui McQueen i se spune că ar trebui să-i ia cam cinci zile pentru repararea drumului pe care l-a avariat.
McQueen, însă, se gândește doar la cum să părăsească orașul pentru a ajunge la cursă. El face treabă de mântuială la repararea drumului și încearcă să evadeze, iar Doc Hudson îl provoacă la o cursă în deșert: dacă McQueen câștigă, acesta părăsește orașul, urmând ca Doc să repare drumul. Dacă Doc învinge, Fulger repară drumul după voia lui Doc. În cadrul cursei, Doc e lăsat la start în praful făcut de McQueen, după care cere ajutorul lui Bucșă urmând să plece încet pe drum. Așa cum se aștepta Doc, McQueen atacă cu viteză mare un viraj și pierde controlul, intrând într-o pădure de cactuși. Doc câștigă cursa, în timp ce Bucșă îl scoate pe McQueen dintre cactuși.
După cursă, McQueen repară jumătate din drum, uimind populația locală cu finețea pavajului său. Rămânând fără asfalt, șeriful îi permite să încerce virajul dar Fulger eșuează din nou. Doc îi sugerează să folosească tehnica blocării opuse (să îndrepte volanul în altă direcție decât direcția de mers a mașinii), pentru a putea controla mașina la supravirare, dar acesta îl ignoră pe bătrân. După un timp, McQueen află marele secret al lui Doc: el fusese faimosul alergător în Cupa Piston, Fabulosul Hudson Hornet, câștigător a trei trofee consecutive. Furios, Doc îl dă afară din garajul clinicii. El dezvăluie de asemenea tragica încheiere prematură a carierei sale în urma unui accident devastator. Când era reparat, nimeni nu l-a mai vrut înapoi. Sally decide să-l ia pe McQueen la o cursă pe Ruta 66, cursă încheiată la Motelul „Wheel Well”, un vechi hotel amplasat în vârful unei faleze cu priveliște spre întregul oraș și spre vale. În vârf, McQueen află că orașul fusese odată prosper, înainte să fie ignorat după construcția autostrăzii interstatale 40, cu câteva decenii în urmă. Cu trecerea timpului, McQueen începe să înțeleagă problemele orașului și se împrietenește cu toți locuitorii acestuia. După ce termină repararea drumului, McQueen este la rândul său reparat de întreaga populație a orașului, care organizează și o „cursă de croazieră” (în care se merge încet). Doc anunță mass media că McQueen este în orașul lor și acesta este zorit alături de Mack și o armată de reporteri la marea cursă.
La cursa din California, Fulger este distras de gânduri la Sally și Valea Radiatorului. Rămas în urmă, McQueen își revine după ce jumătate din populația din Valea Radiatorului ajunge în California și intră în echipajul său de la boxe, cu Doc ca șef. Încurajările acestora îi permit lui McQueen să recupereze față de liderii cursei și să atenteze la victorie. În ultimul tur, Chick Hicks îl lovește pe Rege într-o încercare disperată de a evita ultima poziție, determinându-l să piardă controlul volanului. Fulger, pe punctul de a câștiga, vede pe ecran rămășițele accidentului și, amintindu-și de cariera lui Doc, încheiată prematur, frânează la mică distanță de linia de sosire. Așteaptă acolo până ce Chick trece linia, după care se întoarce și-l împinge pe Rege până la linia de sosire, pentru ca acesta să-și încheie cariera demn, să nu aibă aceeași soartă ca Doc. Chick câștigă Cupa Piston, dar este huiduit; toată lumea îi admiră pe Rege și pe Fulger. Dinoco, sponsorul Regelui, îi face o ofertă lui McQueen, pe care acesta însă o refuză, decizând să rămână alături de sponsorul său inițial, Rust-eze. Totuși îi cere lui Tex (H.A. Wheeler), președintele Dinoco, o favoare, și anume să-l ia pe Bucșă la o plimbare cu elicopterul Dinoco, pentru a-și onora o promisiune mai veche. Apoi decide să se mute în Valea Radiatorului și să-și construiască cartierul general acolo, alături de un muzeu Doc Hudson. Mulțumită lui McQueen, Valea Radiatorului trece printr-o revitalizare turistică, și Ruta 66, odată abandonată, redevine o arteră intens circulată, fiind reclasificată oficial ca „Ruta istorică 66”.

## Producție
Spre deosebire de mașinile animate din alte filme, ochii mașinilor din acest film sunt reprezentați pe parbriz (similar jucăriilor Tonka și personajelor din One Cab's Family, regizat de Tex Avery). Potrivit regizorului artistic Bob Pauley, „încă de la începutul proiectului, John (Lasseter - n.red.) se gândea să plaseze ochii personajelor pe parbriz. Pe de-o parte, acest lucru separă personajele noastre de practica mult mai des întâlnită de a desena ochii în locul rezervat farurilor. Pe de altă parte, s-a gândit că desenând ochii în față chiar lângă gură am face personajele să semene mai degrabă cu niște șerpi. Cu ochii plasați pe parbriz, punctul de vedere este mai uman, dând impresia că întreaga mașină este implicată în animarea personajului.” De asemenea, personajele își folosesc antenele pe post de mâini, lucru întâlnit la personajele din jocurile pe computer Putt-Putt. Excepție face Bucșă, camionul remorcher, care își folosește cârligul de remorcare în locul antenei.
Scenariul inițial a fost scris în 1998 iar producătorii au decis ca Mașini să urmeze producției Aventuri la firul ierbii, fiind programat să aibă premiera la începutul lui 1999. Totuși, filmul a fost respins și a început producția la Toy Story 2. Ulterior, producția la Mașini a fost reluată, cu schimbări majore în scenariu.

În 2001 titlul de lucru al filmului era Ruta 66 (după Ruta 66 din SUA), dar în 2002, acesta a fost schimbat pentru a evita asemănarea cu un serial TV cu același nume, difuzat în anii 1960. Filmul a fost lansat sub deviza:
|  | Viața e o călătorie, savurează drumul |

Filmul trebuia inițial să fie lansat pe 4 noiembrie 2005, dar imediat după publicarea avanpremierei în ianuarie 2005, această dată a fost schimbată pentru 9 iunie 2006, în urma eșuării serverelor Pixar în timpul lucrului la o scenă complexă. În schimb, filmul Puiu' mic, o producție Disney, a ieșit pe ecrane la 4 noiembrie.
Mașini este ultimul film făcut de Joe Ranft, care a murit într-un accident de mașină în 2005, și a fost dedicat ulterior în memoria sa (al doilea film, după Mireasa moartă).
Secvența cursei din avanpremiera publicitară a fost realizată cel mai probabil înaintea altor secvențe, deoarece mașinile participante la Cupa Piston sunt desenate folosind alte stiluri de caroserie și vopsele.

## Platoul virtual
Peisajul stâncos care înconjoară Valea Radiatorului este constituit, în mod intenționat, într-o siluetă asemănătoare cu Cadillac Ranch din Amarillo, Texas. În plus, harta din montajul despre istoria orașului menționează această zonă sub numele de Cadillac Range.
Emblema Cafenelei V8 a lui Flo este similară celei folosite de Fordul V8 din 1932, primul motor V8 pentru mașini de serie. Această emblemă retro apare și pe modelul Ford Explorer. Motorul Flathead produs de Ford se referă de asemenea la acest Ford V8, fiind popular între hot rods.
Numele de Circuit de Cupă Piston este de fapt un calambur la Cupa Winston, principala competiție organizată de NASCAR (redenumită Nextel în 2003).
Circuitul pe care se desfășoară cursa de deschidere (Autodromul Sudului, engl. Motor Speedway of the South) este inspirat de Autodromul Bristol (engl. Bristol Motor Speedway). Pista folosită pentru Campionatul Cupei Piston conține elemente ale stadionului Rose Bowl din Pasadena, California precum și ale Coloseumului Memorial din Los Angeles Cupola de deasupra intrării pe pistă pare să fie o replică a faimoasei cupole a catedralei Santa Maria del Fiore din Florența (Italia), operă a arhitectului renascentist Filippo Brunelleschi.
În film apar în general mașini americane din anii 1950 și '60, dar și câteva mașini modificate japoneze și muscle cars americane din anii 1970, precum și monovolume din anii 1990.
La un moment dat pe durata filmului, când multe locuri se închid în așteptarea marii curse, apare un indicator care spune „Orașul Emeryville - Închis”, o trimitere la Emeryville, California, unde se află sediul studiourilor Pixar.

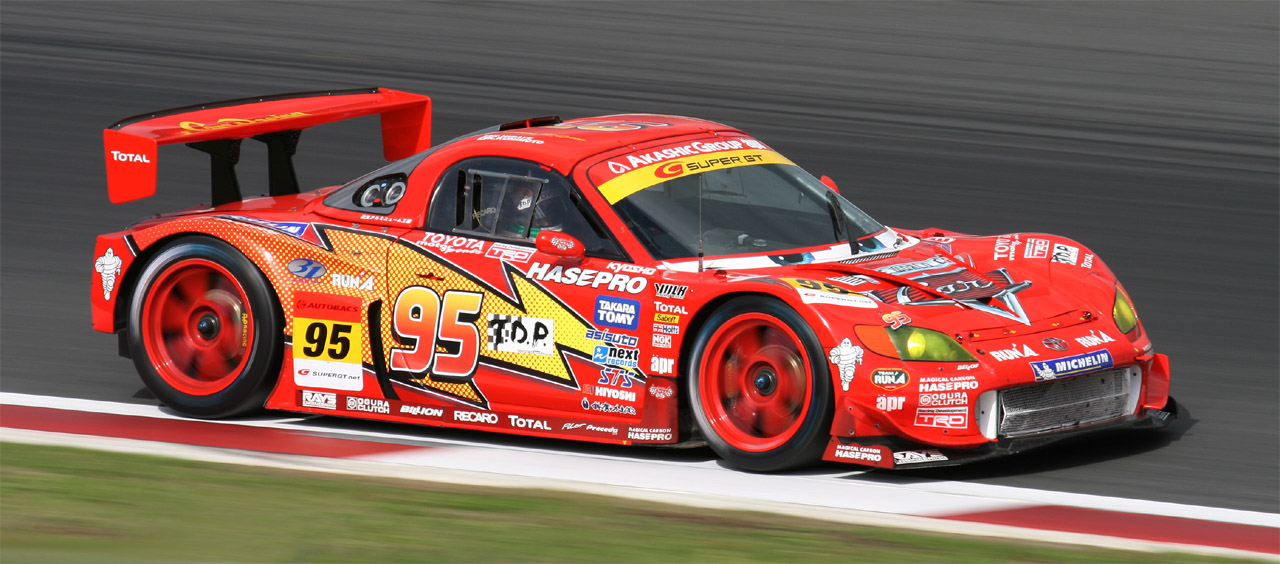
Mașina Fulger McQueen în realitate (MR-S 2008 Super GT)

## Coloana sonoră
Pe lângă compozițiile lui Randy Newman (un obișnuit al peliculelor Pixar), pe coloana sonoră a filmului Mașini au fost incluse și alte melodii:
- Sheryl Crow - Real Gone
- Chuck Berry - Route 66
- Rascal Flatts - Life Is A Highway
- Brad Paisley - Behind The Clouds
- James Taylor - Our Town
- The Chords - Sh-Boom
- John Mayer - Route 66
- Brad Paisley - Find Yourself
- Hank Williams - My Heart Would Know

## Critici
Recenziile critice inițiale au fost în general pozitive. Roger Ebert de la Chicago Sun-Times a atribuit filmului trei stele (din patru posibile), declarând că „filmul este plăcut la vizionare și foarte distractiv, dar îi lipsește pe undeva abordarea Pixar din alte filme”. Stephen Hunter l-a descris ca „distractiv” pentru Washington Post, acordându-i patru stele (din patru posibile). Manohla Dargis de la The New York Times a scris o cronică nefavorabilă despre film, criticând concentrarea pe personaje și peisaje mecanice, precum și lipsa unor creaturi vii. În recenzia sa, Christy Lemire de la Associated Press a remarcat asemănarea evidentă a intrigii cu filmul Doc Hollywood din 2001. Lisa Schwarzbaum de la Entertainment Weekly a adus de asemenea în discuție această similaritate. Lemire a fost totuși mai indulgentă, atribuind filmului calificativul A-. În ciuda faptului că filmul a obținut un procentaj redus la RottenTomatoes în comparație cu alte filme Pixar, deține totuși un rating ridicat de 76% (15 iunie 2006). Mașini a primit în cadrul Festivalului de Film Heartland premiul pentru „Imagine în mișcare perpetuă”. Regizorul John Lasseter a primit în 2006 premiul Will Rogers pentru influența pozitivă pe care a avut-o filmul asupra Rutei 66.

## Box office

### România
În România, Mașini a înregistrat în weekendul de deschidere încasări de 60 372 lei românești (21 754 dolari americani) cu 5 555 de spectatori în șapte cinematografe din patru orașe (București, Cluj-Napoca, Oradea și Iași), clasându-se pe prima poziție a box-officeului românesc după încasările de weekend. Totuși filmul a încasat de trei ori mai puțin decât Epoca de gheață 2: Dezghețul care înregistrase venituri de 210 872 lei (72 360 dolari) în primul weekend, însă distribuitorul român exclude din categoria filmelor concurente această producție, care se află în topul încasărilor.

### Internațional
La nivel internațional filmul a beneficiat de o lansare în forță, ajungând pe primul loc în box office în weekendul de deschidere, în tradiția Pixar. Mașini a depășit în primul său weekend veniturile încasate în total pe continentul nord-american de Herbie: Mașina buclucașă, un alt film Disney cu tematică NASCAR. Totuși, performanțele filmului au fost sub cele ale filmelor Pixar Incredibilii și În căutarea lui Nemo, care au încasat fiecare peste 70 de milioane de dolari americani în weekendul de lansare.
Mașini s-a confruntat cu o competiție acerbă din partea unor filme lansate în vara lui 2006, printre care Click - Zapând prin viață, Superman revine și Pirații din Caraibe: Cufărul omului mort. În ciuda acestui fapt, Mașini s-a descurcat destul de bine, depășind încasări „domestice” (SUA și Canada) de 200 milioane de dolari americani la 8 iulie 2006.
Mașini s-a aflat timp de 13 zile (neconsecutive) pe locul 1 în clasamentul american, cinci săptămâni în top 5 și șapte săptămâni în top 10. În al optulea weekend a surclasat X-Men: Ultima înfruntare în privința încasărilor în 2006 în Statele Unite (care până la acel moment deținea poziția secundă).
Box Office:
| Sursă         | Încasări      | % Total |
| ------------- | ------------- | ------- |
| SUA și Canada | 240.548.000 $ | 62,3%   |
| Restul lumii  | 145.347.000 $ | 37,7%   |
| Întreaga lume | 385.895.000 $ | 100,0%  |

sursă: Box Office Mojo